# Hans-Otto Günther
Hans-Otto Günther (* 28. April 1948 in Gelsenkirchen) ist ein österreichischer Wirtschaftswissenschaftler. Er war Leiter des Fachgebiets Produktionsmanagement an der Technischen Universität Berlin.

## Leben
Günther studierte 1966–1971 an der Westfälischen Wilhelms-Universität in Münster und der Universität Saarbrücken. Er promovierte 1976–1981 an der Freien Universität Berlin und war 1982–1988 an der Universität Mannheim tätig, wo er sich auch habilitierte. Von 1993 an bis zu seiner Pensionierung 2014 war er Leiter des Fachgebiets Produktionsmanagement an der Technischen Universität Berlin.

## Werk
Günther publizierte in internationalen Fachzeitschriften, darunter in der Zeitschrift für betriebswirtschaftliche Forschung, in der Zeitschrift für Betriebswirtschaft, in OR Spectrum, im International Journal of Production Economics und im International Journal of Production Research. Beim Handelsblatt Betriebswirte-Ranking 2009, das die Forschungsleistung von 2100 Betriebswirten in Deutschland, Österreich und der deutschsprachigen Schweiz gemessen an der Qualität der Publikationen seit 2005 analysiert, erreichte er Platz 80.

## Publikationen (Auswahl)
- Hans-Otto Günther, Horst Tempelmeier: Produktion und Logistik. 12. Auflage. Books on Demand, Norderstedt 2016, ISBN 978-3-741-20962-8.